# مورغان سميث
مورغان سميث (بالإنجليزية: Morgan Smyth)‏ هي متزحلقة أمريكية، ولدت في 10 فبراير 1986 في نورثهامبتون في الولايات المتحدة.

## وصلات خارجية
- مورغان سميث على موقع الاتحاد الدولي للتزلج (التزلج الريفي) (الإنجليزية)